# Франц Сној
Франц Сној (словен. Franc Snoj; Загорје об Сави, 28. јануар 1902 - Љубљана, 22. април 1962) био је словеначки и југословенски економиста и политичар, народни посланик Народне скупштине Краљевине Југославије, министар без портфеља и члан краљевске владе у емиграцији.

## Биографија
Био је истакнути припадник Словеначке народне странке. Председник Југословенског ватрогасног савеза је постао 1937. године.
На парламентарним изборима 11. децембра 1938. године, изабран је за народног посланика као кандидат Словеначке народне странке на изборној листи Југословенске радикалне заједнице др Милана Стојадиновића. За министра без портфеља је први пут изабран 21. децембра 1938. године у трећој влади Милана Стојадиновића. Ресор је задржао и у првој влади Драгише Цветковића, од 5. фебруара 1939. до 26. августа 1939. године.
Поново је изабран за министра 10. априла 1941. године у влади генерала Душана Симовића. Заједно са члановима владе је отишао у емиграцију, најпре у Палестину и потом Лондон. У првој влади Слободана Јовановића, од 11. јануара 1942. до 2. јануара 1943. године, такође је био министар без портфеља.
Илегално се вратио у Југославију уз помоћ савезника 1944. године и ставио на расположење партизанима. Уз сагласност Јосипа Броза и Едварда Кардеља, почео је да ради на превођењу словеначких домобрана у партизане.
У Народној влади Словеније је изабран за министра саобраћаја, 5. маја 1945. године. Покушао је да са Чртомиром Нагодетом створи либерално опозиционо крило или странку у оквиру Ослободилачког фронта Словеније, али је одустао свестан негативног става комунистичког режима. Противио се масакру словеначких домобрана на Кочевском рогу, без суђења. Уз ове политичку струју је стао и Едвард Коцбек.
Сној је осуђен 1947. године на 8 година затвора са принудним радом и лишавање грађанских права. Пуштен је 1951. године у оквиру шире амнестије.
Умро је 22. априла 1962. године у Љубљани.

## Одликовања
- Орден југословенске круне 5. степена